# Республика Корея на летних Олимпийских играх 1996
Республика Корея на летних Олимпийских играх 1996 была представлена 300 спортсменами (189 мужчин и 111 женщин).

## Награды

### Золото
| Золото |                                   |                                                  |
| №      | Спортсмены                        | Вид спорта (дисциплина)                          |
| 1      | Ким Гён Ук                        | Стрельба из лука (женщины, личное первенство)    |
| 2      | Ким Гён Ук, Ким Джо Сун, Юн Хе Ён | Стрельба из лука (женщины, командное первенство) |
| 3      | Пан Су Хён                        | Бадминтон (женщины, одиночный разряд)            |
| 4      | Ким Дон Мун, Киль Ён А            | Бадминтон (смешанный парный разряд)              |
| 5      | Чо Мин Сун                        | Дзюдо (до 66 кг)                                 |
| 6      | Чон Гиён                          | Дзюдо (до 86 кг)                                 |
| 7      | Сим Гвон Хо                       | Греко-римская борьба (48 кг)                     |

### Серебро
| Серебро | |                                                 |
| №       | Спортсмены | Вид спорта (дисциплина)                         |
| 1       | О Гё Мун, Ким Бо Рам, Чан Ён Хо | Стрельба из лука (командное первенство)         |
| 2       | Ли Бон Джу | Лёгкая атлетика (марафон, мужчины)              |
| 3       | Ё Хон Чхоль | Спортивная гимнастика (мужчины, опорный прыжок) |
| 4       | Киль Ёнъа, Чан Хеок | Бадминтон (женщины, парный разряд)              |
| 5       | Пак Чу Бон, На Кён Мин | Бадминтон (смешанный парный разряд)             |
| 6       | Ли Сын Бэ | Бокс (до 81 кг)                                 |
| 7       | Ю Джае Сук, Лим Джеон Сук, Ох Сеунг Шин, Ву Хьюн Джунг, Ди Эун Янг, Ли Эун Кьянг, Ли Джи Янг, Лим Мьянг Ок, Квон Су Хьюн, Квон Чанг Сук, Чой Ми Сун, Джеон Янг Сан, Джин Деок Сан, Чанг Еун Джанг, Чо Эун Джанг, Чой Эун Кьянг        | Хоккей на траве (женщины)                       |
| 8       | Хан Сан Хи, Хонг Джеонг Хо, Лим О Кьёнг, Мун Хьянг Джа, Ох Сеонг Ок, Мун Хьянг Джа, Пак Джеонг Лим, Чо Эун Хи, Хах Сун Янг, Ким Чеонг Сим, Ким Эун Ми, Ким Джеонг Ми, Ким Ми Сим, Ким Ранг, Кваг Хай Джеонг, Ли Санг Эун, Ох Йонг Ран | Гандбол (женщины)                               |
| 9       | Хён Сукхи | Дзюдо (до 52 кг)                                |
| 10      | Чон Сон Ён | Дзюдо (до 56 кг)                                |
| 11      | Квак Тэсун | Дзюдо (до 71 кг)                                |
| 12      | Ким Мин Су | Дзюдо (до 95 кг)                                |
| 13      | Чан Джэ Сон | Вольная борьба (62 кг)                          |
| 14      | Пак Джан Сун | Вольная борьба (74 кг)                          |
| 15      | Ян Хён Мо | Вольная борьба (82 кг)                          |

### Бронза
| Бронза |                        |                                            |
| №      | Спортсмены             | Вид спорта (дисциплина)                    |
| 1      | О Гё Мун               | Стрельба из лука (личное первенство)       |
| 2      | Чон Сонсук             | Дзюдо (до 61 кг)                           |
| 3      | Чо Инчхоль             | Дзюдо (до 78 кг)                           |
| 4      | Пак Хэ Джон, Ю Джи Хе  | Настольный теннис (женщины, парный разряд) |
| 5      | Ли Чхоль Сын, Ю Нам Гю | Настольный теннис (мужчины, парный разряд) |

## Результаты соревнований

### Академическая гребля
В следующий раунд из каждого заезда проходили несколько лучших экипажей (в зависимости от дисциплины). В финал A выходили 6 сильнейших экипажей, остальные разыгрывали места в утешительных финалах B-D.
Мужчины
| Соревнование  | Спортсмены     | Предварительный заезд | Предварительный заезд | Предварительный заезд | Отборочный заезд | Отборочный заезд | Отборочный заезд | Полуфинал | Полуфинал | Полуфинал | Финал                 | Финал                 | Итоговое место        |
| Соревнование  | Спортсмены     | Заезд                 | Время                 | Место                 | Заезд            | Время            | Место            | Заезд     | Время     | Место     | Время                 | Место                 | Итоговое место        |
| ------------- | -------------- | --------------------- | --------------------- | --------------------- | ---------------- | ---------------- | ---------------- | --------- | --------- | --------- | --------------------- | --------------------- | --------------------- |
| двойки парные | Ли Ин Су Ли Хо | 1                     | 7:11,56               | 5                     | 2                | 7:09,71          | 4                | Перезаезд | Перезаезд | Перезаезд | завершили выступление | завершили выступление | завершили выступление |
| двойки парные | Ли Ин Су Ли Хо | 1                     | 7:11,56               | 5                     | 2                | 7:09,71          | 4                | 2         | 7:05,08   | 4         | завершили выступление | завершили выступление | завершили выступление |

### Водные виды спорта

#### Прыжки в воду
По итогам предварительных 6 прыжков в полуфинал проходило 18 спортсменов. Далее прыгуны выполняли по 5 прыжков из обязательной программы, результаты которых суммировались с результатами предварительных прыжков. По общей сумме баллов определялись финалисты соревнований. Финальный раунд, состоящий из 6 прыжков, спортсмены начинали с результатом, полученным в полуфинале.
Мужчины
| Соревнование      | Спортсмены | Предварительный раунд | Предварительный раунд | Полуфинал            | Полуфинал            | Сумма                | Сумма                | Финал                | Финал                | Итог                 | Итог                 |
| Соревнование      | Спортсмены | Результат             | Место                 | Результат            | Место                | Результат            | Место                | Результат            | Место                | Результат            | Место                |
| ----------------- | ---------- | --------------------- | --------------------- | -------------------- | -------------------- | -------------------- | -------------------- | -------------------- | -------------------- | -------------------- | -------------------- |
| трамплин, 3 метра | Ли Джонхва | 293,52                | 32                    | Завершил выступление | Завершил выступление | Завершил выступление | Завершил выступление | Завершил выступление | Завершил выступление | Завершил выступление | Завершил выступление |